# Општина Чоис (Синалоа)
Чоис (шп. Choix) општина је у Мексику у савезној држави Синалоа. Општина се налази на надморској висини од 229 м.

## Становништво
Према подацима из 2010. у општини је живело 32998 становника.

### Хронологија
| Година       | 2000                  | 2005                  | 2010                  |
| ------------ | --------------------- | --------------------- | --------------------- |
| Становништво | 29355 (14878 / 14477) | 31763 (16280 / 15483) | 32998 (17116 / 15882) |

### Попис
| \| \| м \| \| \| ж \| \| 0—2 \| 1.032 \| \| \| 884 \| \| 3—5 \| 1.051 \| \| \| 1.005 \| \| 6—11 \| 2.154 \| \| \| 2.121 \| \| 12—14 \| 1.075 \| \| \| 1.040 \| \| 15—17 \| 1.201 \| \| \| 1.080 \| \| 18—24 \| 2.092 \| \| \| 1.902 \| \| 60+ \| 2.097 \| \| \| 1.851 \| \| Просек : \| 29,0 \| \| \| 28,8 \| |       |  |  |       |
| |       |  |  |       |
| | м     |  |  | ж     |
| 0—2 | 1.032 |  |  | 884   |
| 3—5 | 1.051 |  |  | 1.005 |
| 6—11 | 2.154 |  |  | 2.121 |
| 12—14 | 1.075 |  |  | 1.040 |
| 15—17 | 1.201 |  |  | 1.080 |
| 18—24 | 2.092 |  |  | 1.902 |
| 60+ | 2.097 |  |  | 1.851 |
| Просек : | 29,0  |  |  | 28,8  |

| #   | Индикатор                                                                                        | Вредност |
| --- | ------------------------------------------------------------------------------------------------ | -------- |
| 1   | Становништво од 0 до 2 године                                                                    | 1916     |
| 2   | Мушко становништво од 0 до 2 године                                                              | 1032     |
| 3   | Женско становништво од 0 до 2 године                                                             | 884      |
| 4   | Становништво са 3 и више година                                                                  | 31018    |
| 5   | Мушко становништво са 3 и више година                                                            | 16051    |
| 6   | Женско становништво са 3 и више година                                                           | 14967    |
| 7   | Становништво са 5 и више година                                                                  | 29641    |
| 8   | Мушко становништво са 5 и више година                                                            | 15350    |
| 9   | Женско становништво са 5 и више година                                                           | 14291    |
| 10  | Становништво са 12 и више година                                                                 | 24687    |
| 11  | Мушко становништво са 12 и више година                                                           | 12846    |
| 12  | Женско становништво са 12 и више година                                                          | 11841    |
| 13  | Становништво са 15 и више година                                                                 | 22572    |
| 14  | Мушко становништво са 15 и више година                                                           | 11771    |
| 15  | Женско становништво са 15 и више година                                                          | 10801    |
| 16  | Становништво са 18 и више година                                                                 | 20291    |
| 17  | Мушко становништво са 18 и више година                                                           | 10570    |
| 18  | Женско становништво са 18 и више година                                                          | 9721     |
| 19  | Становништво од 3 до 5 година                                                                    | 2056     |
| 20  | Мушко становништво од 3 до 5 година                                                              | 1051     |
| 21  | Женско становништво од 3 до 5 година                                                             | 1005     |
| 22  | Становништво од 6 до 11 година                                                                   | 4275     |
| 23  | Мушко становништво од 6 до 11 година                                                             | 2154     |
| 24  | Женско становништво од 6 до 11 година                                                            | 2121     |
| 25  | Становништво од 8 до 14 година                                                                   | 4991     |
| 26  | Мушко становништво од 8 до 14 година                                                             | 2530     |
| 27  | Женско становништво од 8 до 14 година                                                            | 2461     |
| 28  | Становништво од 12 до 14 година                                                                  | 2115     |
| 29  | Мушко становништво од 12 до 14 година                                                            | 1075     |
| 30  | Женско становништво од 12 до 14 година                                                           | 1040     |
| 31  | Становништво од 15 до 17 година                                                                  | 2281     |
| 32  | Мушко становништво од 15 до 17 година                                                            | 1201     |
| 33  | Женско становништво од 15 до 17 година                                                           | 1080     |
| 34  | Становништво од 18 до 24 године                                                                  | 3994     |
| 35  | Мушко становништво од 18 до 24 године                                                            | 2092     |
| 36  | Женско становништво од 18 до 24 године                                                           | 1902     |
| 37  | Женско становништво од 15 до 49 година                                                           | 7688     |
| 38  | Становништво са 60 и више година                                                                 | 3948     |
| 39  | Мушко становништво са 60 и више година                                                           | 2097     |
| 40  | Женско становништво са 60 и више година                                                          | 1851     |
| 41  | Однос између мушкараца и жена                                                                    | 107.77   |
| 42  | Становништво од нуле до 14 година                                                                | 10362    |
| 43  | Становништво од 15 до 64 године                                                                  | 19666    |
| 44  | Становништво од 65 година и више                                                                 | 2906     |
| 45  | Просечан број деце                                                                               | 3.13     |
| 46  | Становништво рођено у ентитету                                                                   | 29752    |
| 47  | Мушко становништво рођено у ентитету                                                             | 15581    |
| 48  | Женско становништво рођено у ентитету                                                            | 14171    |
| 49  | Становништво рођено у другом ентитету                                                            | 2802     |
| 50  | Мушко становништво рођено у другом ентитету                                                      | 1303     |
| 51  | Женско становништво рођено у другом ентитету                                                     | 1499     |
| 52  | Становништво од 5 година и више резидентно у ентитету у јуну 2005. године                        | 28251    |
| 53  | Мушко становништво старосног доба од 5 година и више, резидентно у ентитету у јуну 2005. године  | 14533    |
| 54  | Женско становништво старосног доба од 5 и више година, резидентно у ентитету у јуну 2005. године | 13718    |
| 55  | Становништво од 5 година и више које је живело у другом ентитету у јуну 2005. године             | 619      |
| 56  | Мушко становништво старије од 5 година које је живело у другом ентитету у јуну 2005. године      | 314      |
| 57  | Женско становништво старије од 5 година које је живело у другом ентитету у јуну 2005. године     | 305      |
| 58  | Становништво од 3 године и више које говори аутохтони језик                                      | 816      |
| 59  | Мушко становништво старо 3 године и више које говори аутохтони језик                             | 433      |
| 60  | Женско становништво старо 3 године и више које говори аутохтони језик                            | 383      |
| 61  | Становништво од 3 године и више које говори аутохтони језик и не говори шпански језик            | 1        |
| 62  | Мушко становништво старо 3 године и више које говори аутохтони језик и не говори шпански         | 0        |
| 63  | Женско становништво старо 3 године и више које говори аутохтони језик и не говори шпански језик  | 1        |
| 64  | Становништво старо 3 године и више које говори аутохтони језик и шпански                         | 750      |
| 65  | Мушко становништво старо 3 године и више које говори аутохтони језик и шпански                   | 393      |
| 66  | Женско становништво старо 3 године и више које говори аутохтони језик и шпански                  | 357      |
| 67  | Становништво од 5 година и више које говори аутохтони језик                                      | 806      |
| 68  | Становништво од 5 година и више које говори аутохтони језик и не говори шпански језик            | 1        |
| 69  | Становништво од 5 година и више које говори аутохтони језик и говори шпански језик               | 740      |
| 70  | Становништво у домородачким домаћинствима                                                        | 1872     |
| 71  | Становништво са ограничењима у активностима                                                      | 1527     |
| 72  | Становништво са ограниченим ходањем или кретањем, горе или доле                                  | 941      |
| 73  | Становници са ограничењима вида, чак и уз кориштење сочива                                       | 336      |
| 74  | Становништво са ограничењима говора, комуникације или конверзације                               | 130      |
| 75  | Становништво са ограниченим слухом                                                               | 113      |
| 76  | Становништво са ограничењима при одевању, купању или јелу                                        | 74       |
| 77  | Становништво са ограничењима у опажању или учењу једноставних ствари                             | 57       |
| 78  | Становништво са менталним ограничењима                                                           | 176      |
| 79  | Становништво без ограничења активности                                                           | 31203    |
| 80  | Становништво од 3 до 5 година које не похађа школу                                               | 1002     |
| 81  | Мушко становништво од 3 до 5 година које не похађа школу                                         | 532      |
| 82  | Женско становништво од 3 до 5 година које не похађа школу                                        | 470      |
| 83  | Становништво од 6 до 11 година које не похађа школу                                              | 171      |
| 84  | Мушко становништво од 6 до 11 година које не похађа школу                                        | 94       |
| 85  | Женско становништво од 6 до 11 година које не похађа школу                                       | 77       |
| 86  | Становништво од 12 до 14 година које не похађа школу                                             | 289      |
| 87  | Мушко становништво од 12 до 14 година које не похађа школу                                       | 153      |
| 88  | Женско становништво од 12 до 14 година које не похађа школу                                      | 136      |
| 89  | Становништво од 15 до 17 година похађа школу                                                     | 1320     |
| 90  | Мушко становништво од 15 до 17 година похађа школу                                               | 649      |
| 91  | Женско становништво између 15 и 17 година живота у школи                                         | 671      |
| 92  | Становништво од 18 до 24 године похађа школу                                                     | 559      |
| 93  | Мушко становништво од 18 до 24 године похађа школу                                               | 265      |
| 94  | Женско становништво од 18 до 24 године похађа школу                                              | 294      |
| 95  | Становништво од 8 до 14 година које не може да чита и пише                                       | 263      |
| 96  | Мушко становништво старосног доба од 8 до 14 година које не може да чита и пише                  | 160      |
| 97  | Женско становништво старосног доби од 8 до 14 година које не може да чита и пише                 | 103      |
| 98  | Становништво од 15 година и више које је неписмено                                               | 3207     |
| 99  | Мушко становништво од 15 година и више које је неписмено                                         | 1695     |
| 100 | Женско становништво од 15 година и више које је неписмено                                        | 1512     |
| 101 | Становништво старо 15 и више година без школовања                                                | 3027     |
| 102 | Мушко становништво старо 15 и више година без школовања                                          | 1608     |
| 103 | Женско становништво старо 15 и више година без школовања                                         | 1419     |
| 104 | Становништво старосног доба 15 и више година са непотпуним основним образовањем                  | 6704     |
| 105 | Мушко становништво старосног доба од 15 година и више са непотпуном основним образовањем         | 3749     |
| 106 | Женско становништво старосног доба 15 и више година са непотпуном основним образовањем           | 2955     |
| 107 | Становништво старо 15 и више година са комплетним основним образовањем                           | 4063     |
| 108 | Мушко становништво старо 15 година и више са комплетним основним образовањем                     | 2105     |
| 109 | Женско становништво старо 15 и више година са комплетним основним образовањем                    | 1958     |
| 110 | Становништво старосног доба 15 и више година са непотпуним средњим образовањем                   | 1402     |
| 111 | Мушко становништво старосног доба од 15 година и више са непотпуним средњим образовањем          | 799      |
| 112 | Женско становништво старосног доба од 15 година и више са непотпуним средњим образовањем         | 603      |
| 113 | Становништво старо 15 и више година са пуним секундарном образовањем                             | 3662     |
| 114 | Мушко становништво старосног доба од 15 година и више са пуним секундарном образовањем           | 1661     |
| 115 | Женско становништво старосног доба од 15 година и више са пуним секундарном образовањем          | 2001     |
| 116 | Становништво старије од 18 година са постосновним образовањем                                    | 3160     |
| 117 | Мушко становништво старије од 18 година са постосновним образовањем                              | 1598     |
| 118 | Женско становништво старије од 18 година са постосновним образовањем                             | 1562     |
| 119 | Просечна оцена школовања                                                                         | 5.88     |
| 120 | Просечан ниво образовања мушке популације                                                        | 5.71     |
| 121 | Просечан ниво образовања женског становништва                                                    | 6.07     |
| 122 | Економски активно становништво                                                                   | 11017    |
| 123 | Економски активна мушка популација                                                               | 9533     |
| 124 | Економски активна женска популација                                                              | 1484     |
| 125 | Становништво које није економски активно                                                         | 13538    |
| 126 | Мушко становништво које није економски активно                                                   | 3227     |
| 127 | Женско становништво које није економски активно                                                  | 10311    |
| 128 | Запослено становништво                                                                           | 10424    |
| 129 | Запослено мушко становништво                                                                     | 8994     |
| 130 | Запослено женско становништво                                                                    | 1430     |
| 131 | Незапослена популација                                                                           | 593      |
| 132 | Незапослена мушка популација                                                                     | 539      |
| 133 | Незапослена женска популација                                                                    | 54       |
| 134 | Становништво без права на здравствене услуге                                                     | 7855     |
| 135 | Становништво које има право на здравствене услуге                                                | 25031    |
| 136 | Становништво које има право на ИМСС                                                              | 2275     |
| 137 | Становништво које има право на социјално осигурање                                               | 1725     |
| 138 | Становништво које има право на државно социјално осигурање                                       | 15       |
| 139 | Становништво које има право на опште осигурање или здравствено осигурање за нову генерацију      | 21088    |
| 140 | Становништво које је било једном или није било у браку током 12 година и више                    | 8185     |
| 141 | Венчано или уједињено становништво од 12 година и више                                           | 14177    |
| 142 | Становништво које је било у браку или уједињено 12 година и више                                 | 2307     |
| 143 | Становништво са католичком религијом                                                             | 23503    |
| 144 | Протестанти, еванђелисти и библијски следбеници различити од еванђелиста                         | 3305     |
| 145 | Становништво са другим религијама различитим од претходних                                       | 5        |
| 146 | Становништво без религије                                                                        | 5796     |
| 147 | Укупно пописаних домаћинства                                                                     | 7856     |
| 148 | Пописна домаћинства на челу са мушкарцима                                                        | 6414     |
| 149 | Пописна домаћинства на челу са женама                                                            | 1442     |
| 150 | Становништво у пописним домаћинствима                                                            | 32868    |
| 151 | Становништво у пописним домаћинствима на челу са мушкарцима                                      | 27886    |
| 152 | Становништво у пописним домаћинствима на челу са женама                                          | 4982     |
| 153 | Укупно домаћинстава                                                                              | 9895     |
| 154 | Укупно насељених домаћинстава                                                                    | 7878     |
| 155 | Укупно приватних кућа                                                                            | 9873     |
| 156 | Насељени приватни домови                                                                         | 7856     |
| 157 | Укупно насељених приватних кућа                                                                  | 7875     |
| 158 | Ненасељене приватне куће                                                                         | 1607     |
| 159 | Појединачна домаћинства за привремену употребу                                                   | 410      |
| 160 | Становници у насељеним приватним кућама                                                          | 32868    |
| 161 | Насељеност станара у приватним становима                                                         | 4.18     |
| 162 | Просечно становника по соби у приватним насељеним домаћинствима                                  | 1.3      |
| 163 | Појединачна домаћинства са подовима од различитих материјала од земље                            | 6015     |
| 164 | Појединачна домаћинства у приземљу                                                               | 1807     |
| 165 | Појединачна домаћинства са једном спаваћом собом                                                 | 3135     |
| 166 | Појединачна домаћинства са две спаваће собе и више                                               | 4696     |
| 167 | Појединачна домаћинства са једним собом                                                          | 635      |
| 168 | Појединачна домаћинства са две собе                                                              | 1625     |
| 169 | Појединачна домаћинства са 3 собе и више                                                         | 5567     |
| 170 | Појединачна домаћинства која имају електрично светло                                             | 7111     |
| 171 | Појединачна домаћинства која немају електрично светло                                            | 718      |
| 172 | Појединачна домаћинства која имају водоводну воду у стамбеном простору                           | 5088     |
| 173 | Појединачна домаћинства која немају водоводну воду у стамбеном простору                          | 2736     |
| 174 | Појединачна домаћинства која имају тоалет                                                        | 6525     |
| 175 | Појединачна домаћинства која имају канализацију                                                  | 5688     |
| 176 | Појединачна домаћинства која немају канализацију                                                 | 2003     |
| 177 | Појединачна домаћинства која имају електрично светло, довод воде из јавне мреже и канализацију   | 4084     |
| 178 | Појединачна домаћинства без икаквих услова                                                       | 590      |
| 179 | Појединачна домаћинства која имају радио                                                         | 3860     |
| 180 | Појединачна домаћинства која имају телевизор                                                     | 6064     |
| 181 | Појединачна домаћинства која имају фрижидер                                                      | 6085     |
| 182 | Појединачна домаћинства која имају машину за веш                                                 | 3150     |
| 183 | Појединачна домаћинства која имају аутомобил или комби                                           | 3025     |
| 184 | Појединачна домаћинства која имају рачунар                                                       | 507      |
| 185 | Појединачна домаћинства која имају фиксну телефонску линију                                      | 833      |
| 186 | Појединачна домаћинства која имају мобилни телефон                                               | 3882     |
| 187 | Појединачна домаћинства која имају приступ интернету                                             | 312      |